# جون بورتون (كاتب)
جون بورتون (بالإنجليزية: John Burton)‏ هو كاتب بريطاني، ولد في 1944.